# Regió7
Regió7 es un diario en lengua catalana editado en Manresa (Barcelona) desde 1978.
Publica información general e información local de las comarcas del Bages, el Berguedà, la Cerdaña, el Alto Urgel, el Solsonés, la Noya, el norte del Bajo Llobregat y el Moyanés, que también constituyen su principal ámbito de distribución.
La empresa editora es Edicions Intercomarcals SA (EISA), del grupo Editorial Prensa Ibérica (EPI), propiedad de Francisco Javier Moll de Miguel. La audiencia media diaria es de 40 000 lectores según el EGM, que sitúa el diario como líder de audiencia de la prensa diaria en las comarcas del Bages, el Bergadá y el Solsonés. Su edición en línea tiene 21 000 usuarios únicos de media diaria a finales de 2017.

## Historia
El primer número de Regió7 se publicó el 30 de diciembre de 1978. Entonces era un bisemanario que aparecía los martes y sábados y se distribuía en el Bages, el Bergadá, el Solsonés, y la Alta Segarra. La periodicidad fue aumentando: en 1981 se añadió el jueves; en 1983, el lunes; en 1990, el miércoles y el viernes; y en 2001, el domingo, de forma que se cubrieron todos los días de la semana.
El ámbito geográfico creció con la incorporación de la Cerdanya y el Alto Urgel en 1986, el Bajo Llobregat en 1994, y la Noya en 1995. Entre 1995 y 2009 la Noya tuvo su propia edición, con contenidos diferentes; en 2009 las dos ediciones se fundieron en una de sola. 
Edicions Intercomarcals (EISA) fue creada en 1978 por un grupo de periodistas que promovieron la compra popular de acciones entre centenares de particulares del Bages, el Bergadá y el Solsonés. De este modo el diario nació con seiscientos accionistas, ninguno de los cuales poseía más del 3 % del capital. Más adelante este límite creció hasta el 4,5 %. En 1993, EISA creó Impressions Intercomarcals SA, que construyó en Sant Fruitós de Bages una planta de artes gráficas por imprimir el diario y otras muchas publicaciones.
En 2006, por recomendación del consejo de administración, los accionistas de EISA vendieron sus acciones a EPI, que se convirtió en propietaria del diario y de la planta gráfica.
El primer presidente del consejo de administración fue el periodista Gonçal Mazcuñán y Boix, miembro del grupo promotor, que al cabo de poco cedió el lugar a Josep Camprubí y Casas, activista cultural de Manresa. El primer director fue Jordi Comellas y Novell, relevado por Gonçal Mazcuñán en 1981. En 2006, a raíz del cambio de propiedad, Mazcuñán se convirtió en presidente ejecutivo del consejo de administración, y el entonces subdirector, Marc Marcè y Casaponsa, fue nombrado director.
Es miembro de la Asociación Europea de Diarios en Lenguas Minoritarias o Regionales (MIDAS).

## Equipo directivo
La redacción del diario tiene al frente a Marc Marcè Casaponsa como director. Nacido en Manresa en 1963, es licenciado en Ciencias de la Información por la Universidad Autónoma de Barcelona. Amplió estudios de periodismo en la Universidad de California en Los Ángeles (UCLA). Empezó como colaborador en Gazeta de Manresa, fue redactor de El Pla de Bages y se incorporó a Regió7 en 1984. Fue nombrado director en 2006. El periódico tiene como director adjunto a Xavier Domènech Sala y como jefes de área a Enric Badía, Salvador Redó, Carles Blaya y Francesc Galindo. Son jefes de sección Susana Paz, David Bricollé i Xavier Prunés. Pau Brunet és el responsable de su edición en línea.

## Premios
Entre otros, Regió7 ha recibido varias veces el Premio Nacional de Periodismo de la Generalidad de Cataluña y el Premio Tasis-Torrent de Prensa Comarcal, que otorga la Diputación de Barcelona.
Regió7 y Televisión de Manresa convocan cada año unos premios de reconocimiento a los protagonistas de la actualidad. Tres de ellos son elegidos por los lectores y espectadores en votación abierta (premios Popular, Estrella y Estrellat) y seis por un jurado cualificado (premios Cultura, Deporte, Economía, Comunicación, Embajador y Activos Sociales).

## Televisión, radio y web
La empresa editora de Regió7, EISA, es propietaria de Televisión de Manresa (TVM), continuadora de la televisión local Tele Set, que empezó a emitir en 1984. TVM es titular de una licencia de emisión en TDT local por el canal 49. 
EISA también es titular desde 2009 de una licencia de emisión radiofónica en Manresa.
Regió7 está en Internet a través del sitio Regió7.cat El sitio incluye secciones propias de servicios, publicidad y participación. 